# Государственный Совет Российской Федерации
Госуда́рственный Сове́т Росси́йской Федера́ции — конституционный государственный и консультативно-совещательный орган, формируемый президентом Российской Федерации в целях обеспечения согласованного функционирования и взаимодействия органов публичной власти, определения основных направлений внутренней и внешней политики Российской Федерации и приоритетных направлений социально-экономического развития государства.
Статус Государственного Совета Российской Федерации определяется федеральным законом «О Государственном Совете Российской Федерации».

## История
Орган с консультативно-совещательными задачами непродолжительное время существовал при президенте РСФСР Ельцине в 1991 году. Он был создан 19 июля 1991 года как Государственный совет при президенте РСФСР (Государственный совет РСФСР) и под руководством президента республики включал государственного секретаря РСФСР, государственных советников РСФСР, ряд министров и председателей государственных комитетов. Закрепить статус Государственного совета РФ предполагалось в подготовленных осенью 1991 года вариантах проекта Конституции Российской Федерации, однако 6 ноября 1991 Госсовет РСФСР был упразднён Указом Президента РСФСР № 172 «Об организации работы Правительства РСФСР в условиях экономической реформы» (пункт 11) и в последующих вариантах конституционного проекта (как и в принятом в итоге основном законе Российской Федерации) положение об этом органе уже не предусматривалось. На общесоюзном уровне в 1991 году кратковременно существовал Государственный Совет СССР — орган государственной власти в составе Президента СССР и руководителей всех союзных республик. Созданный на основании закона СССР от 5 сентября 1991 года № 2392-I «Об органах государственной власти и управления Союза ССР в переходный период», он был образован на межреспубликанской основе для согласованного решения вопросов внутренней и внешней политики, затрагивающих общие интересы республик, а его решения носили обязательный характер.
Указом Президента РФ от 4 февраля 1993 года № 180 указ об организации работы правительства в условиях экономической реформы, которым в числе прочего был упразднён Госсовет, в основном отменялся, однако возобновления деятельности органа тогда не состоялось. После принятия в конце 1993 года новой Конституции Российской Федерации проекты создания Госсовета разрабатывались Сергеем Шахраем (1995) и Анатолием Чубайсом (1996—1997), но также не были реализованы. Идея создания Госсовета вновь оказалась востребованной в 2000 году после того, как 19 мая Президент России Владимир Путин внёс в Государственную Думу проект закона о новом порядке формирования Совета Федерации.
В процессе обсуждения законопроекта в обеих палатах парламента члены Совета Федерации обратились к президенту с просьбой о создании Государственного совета — органа, который мог бы взять на себя часть работы, связанной с проблемами регионов России. 26 июля 2000 года был принят Закон о порядке формирования Совета Федерации. 27 июля 2000 года В. В. Путин подписал распоряжение, в котором одобрил предложение высших должностных лиц субъектов Федерации о создании Государственного Совета России.
Государственный Совет России образован 1 сентября 2000 года в соответствии с Указом Президента Российской Федерации В. В. Путина. Указом утверждено положение о Государственном Совете России. В соответствии с положением Госсовет является совещательным органом, содействующим реализации полномочий главы государства по вопросам обеспечения согласованного функционирования и взаимодействия органов государственной власти. Госсовет в своей деятельности руководствуется Конституцией, федеральными конституционными законами, федеральными законами, указами и распоряжениями президента.
Первое заседание состоялось 22 ноября 2000 года. Повестка дня заседания — «О стратегии развития государства на период до 2010 года». Открывая заседание, Президент России В. В. Путин заявил, что Государственный Совет должен стать политическим органом стратегического назначения, и это является кардинальным отличием этой структуры от других государственных органов.
В Послании Федеральному собранию 15 января 2020 года президент России Владимир Путин предложил, в числе прочих поправок, закрепить статус Госсовета в Конституции. Конституционными поправками 2020 года в основной закон России включено отдельное полномочие президента по формированию Государственного Совета РФ «в целях обеспечения согласованного функционирования и взаимодействия органов государственной власти, определения основных направлений внутренней и внешней политики Российской Федерации и приоритетных направлений социально-экономического развития государства».
8 декабря 2020 года Владимир Путин подписал федеральный закон, определяющий статус Государственного Совета РФ.

## Основные задачи, функции и порядок работы
Основные задачи и порядок работы Государственного Совета определяются федеральным законом о Государственном Совете Российской Федерации.

### Основные задачи
- содействие президенту России по вопросам обеспечения согласованного функционирования и взаимодействия органов публичной власти, определения основных направлений внутренней и внешней политики России и приоритетных направлений социально-экономического развития государства;
- подготовка предложений президенту России по вопросам, связанным с определением приоритетных направлений и целей социально-экономического развития государства, основных направлений регионального и муниципального развития, а также формирование механизмов эффективного осуществления такого развития и содействие их реализации, в том числе на федеральных территориях;
- подготовка предложений президенту России по важнейшим вопросам государственного строительства, укрепления основ федерализма и местного самоуправления, а также по вопросам, касающимся взаимоотношений России, ее субъектов и муниципальных образований;
- подготовка предложений президенту России по вопросам формирования механизмов согласованного функционирования и взаимодействия федеральных органов государственной власти, органов государственной власти субъектов РФ и органов местного самоуправления, повышения эффективности деятельности высших должностных лиц субъектов РФ (руководителей высших исполнительных органов государственной власти субъектов РФ), глав муниципальных образований (глав местных администраций);
- содействие президенту России при использовании им согласительных процедур для разрешения разногласий между федеральными органами государственной власти и органами государственной власти субъектов РФ, а также между органами государственной власти субъектов РФ;
- рассмотрение по предложению президента России проектов федеральных законов и указов президента России, имеющих общегосударственное значение;
- обсуждение основных параметров проекта федерального закона о федеральном бюджете на очередной финансовый год и на плановый период, а также информации правительства России о ходе исполнения федерального бюджета и о реализации национальных целей развития России;
- обсуждение основных вопросов кадровой политики в России.

### Функции Государственного Совета
- рассматривает вопросы, касающиеся взаимодействия органов публичной власти, обсуждает основные направления внутренней и внешней политики России и приоритетные направления социально-экономического развития государства, в том числе основные направления регионального и муниципального развития;
- рассматривает вопросы, касающиеся согласованного функционирования и взаимодействия федеральных органов государственной власти, органов государственной власти субъектов РФ и органов местного самоуправления, в том числе по вопросам передачи полномочий между названными органами, в целях достижения согласованного их решения;
- анализирует практики государственного и муниципального управления, разрабатывает предложения по их совершенствованию;
- участвует в определении, согласовании и утверждении критериев и показателей эффективности деятельности органов исполнительной власти субъектов РФ и органов местного самоуправления;
- обеспечивает мониторинг планируемых субъектами РФ и достигнутых ими за отчётный период значений (уровней) показателей деятельности, представляет соответствующий доклад президенту России;
- участвует в разработке и определении мер поощрения субъектов РФ и муниципальных образований в целях содействия достижению и (или) поощрения достижения ими наилучших значений (уровней) показателей деятельности;
- осуществляет иные функции в соответствии с федеральными конституционными законами, федеральными законами, решениями президента России.

### Порядок работы
Заседания Государственного Совета проводятся регулярно в соответствии с планами, утверждаемыми председателем Государственного Совета. По решению председателя Государственного Совета могут проводиться внеочередные заседания.
- Заседание Государственного Совета является правомочным, если на нем присутствует большинство от общего числа членов Государственного Совета.
- По решению председателя Государственного Совета могут проводиться совместные заседания Государственного Совета и совещательных и консультативных органов при президенте России. По решению председателя Государственного Совета заседания Государственного Совета могут проводиться с участием представителей правительства России, палат Федерального Собрания РФ, иных органов и организаций.
- По итогам заседаний Государственного Совета оформляются решения, которые подписываются председателем Государственного Совета.
- В случае принятия Государственным Советом решения о необходимости принятия федерального конституционного закона, федерального закона или внесения в них изменений, внесения поправок в проект федерального конституционного закона или федерального закона проект соответствующего акта вносится в Государственную думу.
- В случае принятия Государственным Советом решения о целесообразности разработки документов стратегического планирования РФ или внесения изменений в такие документы соответствующая рекомендация направляется в правительство России.
- В случае принятия Государственным Советом решения о целесообразности разработки документов стратегического планирования субъекта РФ либо муниципального образования или внесения изменений в такие документы соответствующая рекомендация направляется в субъект РФ либо муниципальное образование.

## Состав

### Председатель Государственного Совета
Председателем Государственного Совета является президент России.
Председатель Государственного Совета:
- осуществляет руководство деятельностью Государственного Совета;
- определяет место и время проведения заседаний Государственного Совета и его президиума;
- председательствует на заседаниях Государственного Совета и его президиума;
- формирует план работы Государственного Совета и повестку дня его очередного заседания;
- назначает секретаря Государственного Совета из числа членов Государственного Совета;
- решает иные вопросы деятельности Государственного Совета.

### Члены Государственного Совета
До 2012 года членами Государственного Совета являлись по должности только высшие должностные лица (руководители высших исполнительных органов государственной власти) субъектов Российской Федерации.
По решению Президента Российской Федерации в состав Государственного Совета могли быть включены лица, замещавшие должности высших должностных лиц (руководителей высших исполнительных органов государственной власти) субъектов Российской Федерации и имевшие большой опыт публичной (государственной и общественной) деятельности. Президент воспользовался этим правом только один раз: распоряжением президента Российской Федерации от 29 января 2001 г. № 49-рп бывший губернатор Тюменской области Леонид Рокецкий включён в состав Государственного Совета (это распоряжение признано утратившим силу распоряжением президента Российской Федерации от 21 июля 2007 г. № 403-рп).
11 июля 2012 года Президент Российской Федерации установил, что членами Госсовета являются:
- Председатель Совета Федерации Федерального Собрания Российской Федерации;
- Председатель Государственной Думы Федерального Собрания Российской Федерации;
- высшие должностные лица (руководители высших исполнительных органов государственной власти) субъектов Российской Федерации;
- руководители фракций в Государственной Думе Федерального Собрания Российской Федерации.

10 августа 2012 года Владимир Путин подписал Указ «О внесении изменения в Положение о Государственном совете Российской Федерации, утверждённое Указом президента Российской Федерации от 1 сентября 2000 г. № 1602, и о признании утратившим силу пункта 3 Указа президента Российской Федерации от 23 июня 2008 г. № 992», в соответствии с которым, членами Государственного Совета стали полномочные представители президента Российской Федерации в федеральных округах.
Согласно федеральному закону «О Государственном Совете Российской Федерации» членами Госсовета являются:
- председатель правительства России
- председатель Совета Федерации
- председатель Государственной думы
- руководитель администрации президента России
- главы субъектов РФ

По решению президента России в состав Государственного Совета могут быть включены:
- представители политических партий, имеющих фракции в Государственной думе
- представители местного самоуправления
- иные лица

Действующий состав Государственного Совета Российской Федерации
| Портрет                                                 | Имя и фамилия           | Должность | Примечания                                                                                            |
| ------------------------------------------------------- | ----------------------- | --- | --- |
| Vladimir Putin (2020-02-20)                             | Владимир Путин          | президент Российской Федерации | председатель Государственного Совета Российской Федерации                                             |
| Члены Государственного Совета                           |                         | | |
|                                                         | Дмитрий Азаров          | губернатор Самарской области | председатель комиссии по направлению «Культура»                                                       |
|                                                         | Сергей Аксёнов          | глава Республики Крым | |
|                                                         | Антон Алиханов          | губернатор Калининградской области | председатель комиссии по направлению «Малое и среднее предпринимательство»                            |
|                                                         | Игорь Артамонов         | глава администрации Липецкой области | |
|                                                         | Дмитрий Артюхов         | губернатор Ямало-Ненецкого автономного округа | председатель комиссии по направлению «Молодёжная политика»                                            |
|                                                         | Игорь Бабушкин          | губернатор Астраханской области | |
|                                                         | Александр Беглов        | губернатор Санкт-Петербурга | |
|                                                         | Юрий Бездудный          | губернатор Ненецкого автономного округа | |
|                                                         | Александр Богомаз       | губернатор Брянской области | |
|                                                         | Андрей Бочаров          | губернатор Волгоградской области | |
|                                                         | Александр Бречалов      | глава Удмуртской Республики | |
|                                                         | Александр Бурков        | губернатор Омской области | |
| Anton Vaino (2019-06-26)                                | Антон Вайно             | руководитель Администрации президента Российской Федерации                                                                                                   | |
|                                                         | Владимир Васильев       | руководитель фракции всероссийской политической партии «Единая Россия» в Государственной Думе                                                                | |
|                                                         | Игорь Васильев          | губернатор Кировской области | председатель комиссии по направлению «Образование»                                                    |
|                                                         | Михаил Ведерников       | губернатор Псковской области | |
|                                                         | Владимир Владимиров     | губернатор Ставропольского края | |
| Vyacheslav Volodin 2018-01-25 (cropped)                 | Вячеслав Володин        | председатель Государственной Думы Федерального Собрания Российской Федерации                                                                                 | |
|                                                         | Андрей Воробьев         | губернатор Московской области | председатель комиссии по направлению «Коммуникации, связь, цифровая экономика»                        |
|                                                         | Станислав Воскресенский | губернатор Ивановской области | председатель комиссии по направлению «Здравоохранение»                                                |
|                                                         | Вячеслав Гладков        | губернатор Белгородской области | |
|                                                         | Василий Голубев         | губернатор Ростовской области | |
|                                                         | Ростислав Гольдштейн    | губернатор Еврейской автономной области | |
|                                                         | Александр Гусев         | губернатор Воронежской области | |
|                                                         | Александр Гуцан         | полномочный представитель президента Российской Федерации в Северо-Западном федеральном округе                                                               | |
|                                                         | Михаил Дегтярёв         | губернатор Хабаровского края | |
|                                                         | Александр Дрозденко     | губернатор Ленинградской области | |
|                                                         | Алексей Дюмин           | помощник Президента России | секретарь Государственного совета Российской Федерации                                                |
|                                                         | Александр Евстифеев     | глава Республики Марий Эл | |
|                                                         | Сергей Жвачкин          | губернатор Томской области | |
|                                                         | Артём Здунов            | глава Республики Мордовия | |
| Gennady Zyuganov 2018-11-19                             | Геннадий Зюганов        | руководитель фракции политической партии «Коммунистическая партия Российской Федерации» в Государственной Думе                                               | |
|                                                         | Рамзан Кадыров          | глава Чеченской Республики | |
|                                                         | Махмуд-Али Калиматов    | глава Республики Ингушетия | |
|                                                         | Марина Карташова        | глава муниципального образования Узловский район Тульской области                                                                                            | |
| Sergey Kirienko (01113353) (9776894576) (cropped)       | Сергей Кириенко         | первый заместитель руководителя Администрации президента Российской Федерации                                                                                | |
|                                                         | Андрей Клычков          | губернатор Орловской области | |
|                                                         | Игорь Кобзев            | губернатор Иркутской области | |
|                                                         | Олег Кожемяко           | губернатор Приморского края | председатель комиссии по направлению «Туризм, физическая культура и спорт»                            |
|                                                         | Казбек Коков            | глава Кабардино-Балкарской Республики | |
| Игорь Комаров                                           | Игорь Комаров           | полномочный представитель президента Российской Федерации в Приволжском федеральном округе                                                                   | |
|                                                         | Наталья Комарова        | губернатор Ханты-Мансийского автономного округа — Югры | |
|                                                         | Вениамин Кондратьев     | глава администрации (губернатор) Краснодарского края | |
|                                                         | Валентин Коновалов      | глава Республики Хакасия — председатель правительства Республики Хакасия                                                                                     | |
|                                                         | Роман Копин             | губернатор Чукотского автономного округа | |
|                                                         | Олег Кувшинников        | губернатор Вологодской области | |
|                                                         | Евгений Куйвашев        | губернатор Свердловской области | |
|                                                         | Мурат Кумпилов          | глава Республики Адыгея | |
|                                                         | Руслан Кухарук          | глава города Тюмени | |
| Igor Yevgenyevich Levitin                               | Игорь Левитин           | советник Президента Российской Федерации | |
|                                                         | Валерий Лимаренко       | губернатор Сахалинской области | председатель комиссии по направлению «Инвестиции»                                                     |
|                                                         | Николай Любимов         | губернатор Рязанской области | |
| Valentina Matviyenko (7) (cropped)                      | Валентина Матвиенко     | председатель Совета Федерации Федерального Собрания Российской Федерации                                                                                     | |
|                                                         | Дмитрий Махонин         | губернатор Пермского края | |
|                                                         | Сергей Меликов          | глава Республики Дагестан | |
|                                                         | Олег Мельниченко        | губернатор Пензенской области | |
| Sergey Meniaylo (2020)                                  | Сергей Меняйло          | глава Республики Северная Осетия — Алания | |
|                                                         | Рустам Минниханов       | глава (раис) Республики Татарстан | председатель комиссии по направлению «Строительство, жилищно-коммунальное хозяйство, городская среда» |
|                                                         | Сергей Миронов          | руководитель фракции политической партии «Справедливая Россия» в Государственной Думе                                                                        | |
|                                                         | Михаил Мишустин         | председатель Правительства Российской Федерации | |
|                                                         | Александр Моор          | губернатор Тюменской области | |
|                                                         | Алексей Нечаев          | руководитель фракции политической партии «Новые люди» в Государственной Думе                                                                                 | |
|                                                         | Андрей Никитин          | губернатор Новгородской области | председатель комиссии по направлению «Социальная политика»                                            |
|                                                         | Глеб Никитин            | губернатор Нижегородской области | председатель комиссии по направлению «Экология и природные ресурсы»                                   |
|                                                         | Айсен Николаев          | глава Республики Саха (Якутия) | |
|                                                         | Олег Николаев           | глава Чувашской Республики | |
|                                                         | Сергей Носов            | губернатор Магаданской области | |
|                                                         | Василий Орлов           | губернатор Амурской области | |
|                                                         | Александр Осипов        | губернатор Забайкальского края | |
|                                                         | Алексей Островский      | губернатор Смоленской области | |
|                                                         | Артур Парфенчиков       | глава Республики Карелия | |
|                                                         | Денис Паслер            | губернатор Оренбургской области | |
|                                                         | Валерий Радаев          | губернатор Саратовской области | |
|                                                         | Михаил Развожаев        | губернатор Севастополя | председатель комиссии по направлению "Культура и традиционные духовно-нравственные ценности"          |
|                                                         | Игорь Руденя            | губернатор Тверской области | |
|                                                         | Алексей Русских         | губернатор Ульяновской области | |
|                                                         | Анатолий Серышев        | полномочный представитель Президента в Сибирском федеральном округе                                                                                          | |
|                                                         | Сергей Ситников         | губернатор Костромской области | |
|                                                         | Сергей Собянин          | мэр Москвы | председатель комиссии по направлению «Государственное и муниципальное управление»                     |
|                                                         | Владимир Солодов        | губернатор Камчатского края | |
|                                                         | Роман Старовойт         | губернатор Курской области | |
|                                                         | Алексей Текслер         | губернатор Челябинской области | председатель комиссии по направлению «Экономика и финансы»                                            |
|                                                         | Рашид Темрезов          | глава Карачаево-Черкесской Республики | |
|                                                         | Виктор Томенко          | губернатор Алтайского края | председатель комиссии по направлению «Сельское хозяйство»                                             |
|                                                         | Андрей Травников        | губернатор Новосибирской области | председатель комиссии по направлению «Наука»                                                          |
|                                                         | Юрий Трутнев            | заместитель председателя Правительства Российской Федерации — полномочный представитель президента Российской Федерации в Дальневосточном федеральном округе | |
|                                                         | Владимир Уйба           | глава Республики Коми | |
|                                                         | Александр Усс           | губернатор Красноярского края | |
| RIAN archive 628836 Prosecutor General Vladimir Ustinov | Владимир Устинов        | полномочный представитель президента Российской Федерации в Южном федеральном округе                                                                         | |
|                                                         | Радий Хабиров           | глава Республики Башкортостан | |
|                                                         | Бату Хасиков            | глава Республики Калмыкия | |
|                                                         | Владислав Ховалыг       | глава Республики Тыва | |
|                                                         | Олег Хорохордин         | глава Республики Алтай, председатель правительства Республики Алтай                                                                                          | |
|                                                         | Сергей Цивилев          | губернатор Кемеровской области | председатель комиссии по направлению «Энергетика»                                                     |
|                                                         | Александр Цыбульский    | губернатор Архангельской области | |
|                                                         | Алексей Цыденов         | глава Республики Бурятия | председатель комиссии по направлению «Транспорт»                                                      |
| Matovnikov, Chaika 2020-01-27 (2)                       | Юрий Чайка              | полномочный представитель президента Российской Федерации в Северо-Кавказском федеральном округе                                                             | |
|                                                         | Андрей Чибис            | губернатор Мурманской области | |
|                                                         | Владислав Шапша         | губернатор Калужской области | |
| Mikhail Shmakov 2019                                    | Михаил Шмаков           | председатель Федерации независимых профсоюзов России | |
| 2019-11-18 Aleksandr Shokhin                            | Александр Шохин         | президент Российского союза промышленников и предпринимателей                                                                                                | |
|                                                         | Вадим Шумков            | губернатор Курганской области | |
| Igor Shchyogolev (cropped, 2019-09-07)                  | Игорь Щеголев           | полномочный представитель президента Российской Федерации в Центральном федеральном округе                                                                   | |
|                                                         | Владимир Якушев         | полномочный представитель президента Российской Федерации в Уральском федеральном округе                                                                     | |

## Структура

### Президиум
Для решения текущих вопросов формируется президиум Государственного Совета. Персональный состав президиума определяет председатель Госсовета.
Президиум Государственного Совета рассматривает план работы Государственного Совета, повестку дня его очередного заседания, материалы к заседанию, анализирует реализацию плана работы Государственного Совета и его решений.
При необходимости могут проводиться расширенные заседания президиума Государственного Совета с участием представителей правительства России, руководителей федеральных органов исполнительной власти, органов исполнительной власти субъектов России, других органов государственной власти, иных государственных органов, органов местного самоуправления, организаций.
Утвердилась практика совместных заседаний президиума Государственного Совета и Совета Безопасности Российской Федерации.
Действующий состав президиума Государственного Совета (по состоянию на 5 декабря 2022 года):
- Азаров Дмитрий Игоревич —  бывший губернатор Самарской области, председатель комиссии Государственного Совета по направлению «Культура»
- Алиханов Антон Андреевич — губернатор Калининградской области, председатель комиссии Государственного Совета по направлению «Малое и среднее предпринимательство»
- Артамонов, Игорь Георгиевич — губернатор Липецкой области
- Артюхов Дмитрий Андреевич — губернатор Ямало-Ненецкого автономного округа, председатель комиссии Государственного Совета по направлению «Молодёжная политика»
- Воробьёв Андрей Юрьевич — губернатор Московской области, председатель комиссии Государственного Совета по направлению «Коммуникации, связь, цифровая экономика»
- Воскресенский Станислав Сергеевич — губернатор Ивановской области, председатель комиссии Государственного Совета по направлению «Здравоохранение»
- Дюмин Алексей Геннадьевич — помощник Президента России, секретарь Государственного Совета, председатель комиссии Государственного Совета по направлению «Промышленность»
- Кожемяко Олег Николаевич — губернатор Приморского края, председатель комиссии Государственного Совета по направлению «Туризм, физическая культура и спорт»
- Куйвашев, Евгений Владимирович — губернатор Свердловской области
- Лапушкина, Елена Владимировна — глава городского округа город Самара
- Левитин, Игорь Евгеньевич — помощник Президента России
- Лимаренко Валерий Игоревич — губернатор Сахалинской области, председатель комиссии Государственного Совета по направлению «Инвестиции»
- Мазур, Владимир Владимирович — губернатор Томской области
- Меликов, Сергей Алимович — глава Республики Дагестан
- Минниханов Рустам Нургалиевич — глава Республики Татарстан, председатель комиссии Государственного Совета по направлению «Строительство, жилищно-коммунальное хозяйство, городская среда»
- Никитин Андрей Сергеевич — губернатор Новгородской области, председатель комиссии Государственного Совета по направлению «Социальная политика»
- Никитин Глеб Сергеевич — губернатор Нижегородской области, председатель комиссии Государственного Совета по направлению «Экология и природные ресурсы»
- Николаев, Олег Алексеевич — Глава Чувашской Республики
- Осипов, Александр Михайлович — губернатор Забайкальского края
- Парфенчиков, Артур Олегович — глава Республики Карелия
- Развожаев, Михаил Владимирович — губернатор города Севастополя, председатель комиссии Государственного Совета по направлению «Образование»
- Собянин Сергей Семёнович — мэр Москвы, председатель комиссии Государственного Совета по направлению «Государственное и муниципальное управление»
- Текслер Алексей Леонидович — губернатор Челябинской области, председатель комиссии Государственного Совета по направлению «Экономика и финансы»
- Томенко Виктор Петрович — губернатор Алтайского края, председатель комиссии Государственного Совета по направлению «Сельское хозяйство»
- Травников Андрей Александрович — губернатор Новосибирской области, председатель комиссии Государственного Совета по направлению «Наука»
- Хасиков, Бату Сергеевич — Глава Республики Калмыкия
- Цивилёв Сергей Евгеньевич — министр энергетики, бывший губернатор Кемеровской области — Кузбасса, председатель комиссии Государственного Совета по направлению «Энергетика»
- Цыденов Алексей Самбуевич — глава Республики Бурятия, председатель комиссии Государственного Совета по направлению «Транспорт»
- Щёголев, Игорь Олегович — полномочный представитель Президента России в Центральном федеральном округе

### Рабочие органы Государственного Совета
В целях выполнения задач и осуществления функций Государственного Совета создаются комиссии Государственного Совета, а также могут создаваться рабочие группы и иные рабочие органы Государственного Совета.
Рабочими органами Государственного Совета являются:
- комиссии Государственного Совета по направлениям социально-экономического развития России;
- комиссия Государственного Совета по обеспечению согласованного функционирования и взаимодействия органов публичной власти;
- комиссия Государственного Совета по координации и оценке эффективности деятельности органов исполнительной власти субъектов РФ;
- рабочие группы Государственного Совета.

#### Комиссии Государственного Совета по направлениям социально-экономического развития РФ
Комиссии осуществляют следующие функции:
- подготовка материалов к заседаниям Государственного Совета и президиума Государственного Совета по вопросам, относящимся к компетенции соответствующей комиссии;
- анализ практик государственного и муниципального управления в соответствующей сфере социально-экономического развития и подготовка для Государственного Совета предложений по совершенствованию законодательства и названных практик;
- анализ и оценка результатов реализации федеральных и региональных проектов в соответствующей сфере социально-экономического развития, подготовка для Государственного Совета предложений по совершенствованию деятельности органов государственной власти субъектов РФ при решении вопросов, относящихся к компетенции соответствующей комиссии;
- обобщение и представление в Государственный Совет информации по вопросам, относящимся к компетенции соответствующей комиссии;
- научно-методическое и экспертно-аналитическое обеспечение деятельности Государственного Совета по вопросам, относящимся к компетенции соответствующей комиссии;
- координация деятельности, связанной с проведением научно-исследовательских работ и подготовкой целевых программ по вопросам, относящимся к компетенции соответствующей комиссии, а также с осуществлением контроля за реализацией таких программ.

Перечень комиссий Госсовета по направлениям социально-экономического развития РФ:
- комиссия по направлению «Государственное и муниципальное управление»
- комиссия по направлению «Здравоохранение»
- комиссия по направлению «Инвестиции»
- комиссия по направлению «Коммуникации, связь, цифровая экономика»
- комиссия по направлению «Культура»
- комиссия по направлению «Малое и среднее предпринимательство»
- комиссия по направлению «Молодежная политика»
- комиссия по направлению «Наука»
- комиссия по направлению «Образование»
- комиссия по направлению «Промышленность»
- комиссия по направлению «Сельское хозяйство»
- комиссия по направлению «Социальная политика»
- комиссия по направлению «Строительство, жилищно-коммунальное хозяйство, городская среда»
- комиссия по направлению «Транспорт»
- комиссия по направлению «Туризм, физическая культура и спорт»
- комиссия по направлению «Экология и природные ресурсы»
- комиссия по направлению «Экономика и финансы»
- комиссия по направлению «Энергетика»

#### Комиссия Государственного Совета по обеспечению согласованного функционирования и взаимодействия органов публичной власти
Комиссия осуществляет следующие функции:
- рассмотрение вопросов, касающихся согласованного функционирования и взаимодействия федеральных органов государственной власти, органов государственной власти субъектов РФ и органов местного самоуправления, в том числе по вопросам передачи полномочий между названными органами;
- подготовка для Государственного Совета предложений по использованию президентом России согласительных процедур для разрешения разногласий между органами, входящими в единую систему публичной власти;
- подготовка для Государственного Совета предложений по совершенствованию деятельности органов, входящих в единую систему публичной власти.

#### Комиссия Государственного Совета по координации и оценке эффективности деятельности органов исполнительной власти субъектов РФ
Комиссия осуществляет следующие функции:
- рассмотрение вопросов о повышении эффективности деятельности высших должностных лиц (руководителей высших исполнительных органов государственной власти) субъектов РФ, глав муниципальных образований (глав местных администраций);
- участие в разработке критериев и показателей эффективности деятельности высших должностных лиц (руководителей высших исполнительных органов государственной власти) субъектов РФ и органов исполнительной власти субъектов РФ, а также органов местного самоуправления;
- подготовка предложений по методикам расчета и значениям (уровням) планируемых на отчетный (текущий год) и плановый периоды показателей эффективности деятельности высших должностных лиц (руководителей высших исполнительных органов государственной власти) субъектов РФ и органов исполнительной власти субъектов РФ, а также органов местного самоуправления;
- рассмотрение вопросов, связанных с обоснованием и при необходимости защитой планируемых на отчетный (текущий год) и плановый периоды и достигнутых субъектами РФ за отчетный период (прошедший год) значений (уровней) показателей эффективности деятельности;
- подготовка предложений по разработке и определению мер поощрения субъектов РФ и муниципальных образований в целях содействия достижению и (или) поощрения достижения ими наилучших значений (уровней) показателей деятельности;
- рассмотрение вопросов, касающихся обеспечения устойчивости и сбалансированности бюджетов субъектов РФ.

### Секретарь Государственного Совета
Обязанности секретаря Государственного Совета:
- координирует деятельность рабочих органов Государственного Совета;
- несет ответственность за обеспечение деятельности Государственного Совета;
- обеспечивает подготовку проекта плана работы Государственного Совета, составляет проекты повестки дня заседаний Государственного Совета и президиума Государственного Совета, организует подготовку материалов к заседаниям Государственного Совета и президиума Государственного Совета, а также проектов соответствующих решений;
- организует обеспечение участников заседаний Государственного Совета и президиума Государственного Совета необходимыми материалами;
- исполняет поручения председателя Государственного Совета.

Секретари:
- Абрамов, Александр Сергеевич (1 сентября 2000 — 30 июня 2012)[22][23][24], также заместитель руководителя Администрации президента Российской Федерации и помощник президента Российской Федерации
- Левитин, Игорь Евгеньевич (3 сентября 2012 — 29 мая 2024)[25], также помощник президента Российской Федерации
- Дюмин, Алексей Геннадьевич (с 29 мая 2024 года)[26], также помощник президента Российской Федерации

### Консультативная комиссия
Указом президента Российской Федерации от 23 февраля 2007 № 241 была образована консультативная комиссия Государственного совета для оказания консультативной помощи членам Государственного совета и президиума Государственного совета. Члены консультативной комиссии назначались президентом России и не входили в состав Государственного совета.
Упразднена указом президента Российской Федерации от 21 декабря 2020 года № 800.

## Хронология заседаний
| Хронология заседаний Государственного Совета Российской Федерации | Хронология заседаний Государственного Совета Российской Федерации | Хронология заседаний Государственного Совета Российской Федерации | Хронология заседаний Государственного Совета Российской Федерации | Хронология заседаний Государственного Совета Российской Федерации |
| №                                                                 | Дата                                                              | Место                                                             | Повестка дня | Дата распоряжения Президента РФ                                   |
| ----------------------------------------------------------------- | ----------------------------------------------------------------- | ----------------------------------------------------------------- | --- | ----------------------------------------------------------------- |
| 1                                                                 | 22 ноября 2000                                                    | Александровский зал Большого Кремлёвского дворца                  | «О стратегии развития государства на период до 2010 года» | 13 ноября 2000                                                    |
| 2                                                                 | 21 февраля 2001                                                   | Александровский зал Большого Кремлёвского дворца                  | «О разграничении полномочий и предметов ведения между федеральным, региональным и муниципальным уровнями власти» | 6 февраля 2001                                                    |
| 3                                                                 | 29 мая 2001                                                       | Александровский зал Большого Кремлёвского дворца                  | «О реформировании жилищно-коммунального хозяйства» | 23 мая 2001                                                       |
| 4                                                                 | 29 августа 2001                                                   | Александровский зал Большого Кремлёвского дворца                  | «О развитии образования в Российской Федерации» | 27 июля 2001                                                      |
| 5                                                                 | 19 декабря 2001                                                   | Александровский зал Большого Кремлёвского дворца                  | «О поддержке и развитии малого и среднего бизнеса» | 29 ноября 2001                                                    |
| 6                                                                 | 30 января 2002                                                    | Александровский зал Большого Кремлёвского дворца                  | «О повышении роли физической культуры и спорта в формировании здорового образа жизни россиян» | 10 января 2002                                                    |
| 7                                                                 | 22 апреля 2002                                                    | Александровский зал Большого Кремлёвского дворца                  | «О регулировании оборота земель сельскохозяйственного назначения» | 15 апреля 2002                                                    |
| 8                                                                 | 23 октября 2002                                                   | Александровский зал Большого Кремлёвского дворца                  | «О развитии местного самоуправления в Российской Федерации» | 4 октября 2002                                                    |
| 9                                                                 | 22 января 2003                                                    | Александровский зал Большого Кремлёвского дворца                  | «О текущих вопросах международной деятельности Российской Федерации» | 27 декабря 2002                                                   |
| 10                                                                | 16 июня 2003                                                      | Санкт-Петербург                                                   | «О приоритетах развития российской культуры» | 27 мая 2003                                                       |
| 11                                                                | 29 октября 2003                                                   | Александровский зал Большого Кремлёвского дворца                  | «Об основных направлениях транспортной политики Российской Федерации» | 9 октября 2003                                                    |
| 12                                                                | 1 июня 2004                                                       | Александровский зал Большого Кремлёвского дворца                  | «О совершенствовании механизма взаимодействия федеральных и региональных органов государственной власти в Российской Федерации» | 22 мая 2004                                                       |
| 13                                                                | 2 июля 2004                                                       | Александровский зал Большого Кремлёвского дворца                  | «О подготовке и проведении празднования 60-й годовщины Победы в Великой Отечественной войне 1941—1945 годов» | 22 июня 2004                                                      |
| 14                                                                | 24 декабря 2004                                                   | Александровский зал Большого Кремлёвского дворца                  | «О мерах по повышению эффективности функционирования органов государственной власти в Российской Федерации» | 14 декабря 2004                                                   |
| 15                                                                | 2 июля 2005                                                       | Калининград                                                       | «О повышении роли субъектов Российской Федерации в решении перспективных задач социально-экономического развития» | 11 июня 2005                                                      |
| 16                                                                | 26 августа 2005                                                   | Казань                                                            | «Об опыте деятельности Государственного совета Российской Федерации по обсуждению основных вопросов внутренней и внешней политики, обеспечению единства государственной власти и развитию федерализма» | 3 августа 2005                                                    |
| 17                                                                | 27 декабря 2005                                                   | Александровский зал Большого Кремлёвского дворца                  | «О первоочередных мерах по реализации приоритетных национальных проектов» | 19 декабря 2005                                                   |
| 18                                                                | 24 марта 2006                                                     | Александровский зал Большого Кремлёвского дворца                  | «О развитии образования в Российской Федерации» | 11 марта 2006                                                     |
| 19                                                                | 21 июля 2006                                                      | Александровский зал Большого Кремлёвского дворца                  | «О механизме взаимодействия федеральных и региональных органов исполнительной власти при разработке программ комплексного социально-экономического развития регионов» | 22 июня 2006                                                      |
| 20                                                                | 26 декабря 2006                                                   | Александровский зал Большого Кремлёвского дворца                  | «О государственной поддержке традиционной народной культуры в России» | 25 декабря 2006                                                   |
| 21                                                                | 29 июня 2007                                                      | Ростов-на-Дону                                                    | «О первоочередных мерах по реализации государственной системы профилактики правонарушений и обеспечению общественной безопасности в Российской Федерации» | 29 мая 2007                                                       |
| 22                                                                | 11 октября 2007                                                   | Уфа                                                               | «О работе органов государственной власти субъектов Российской Федерации по привлечению инвестиций для экономического развития регионов» | 24 сентября 2007                                                  |
| 23                                                                | 19 декабря 2007                                                   | Александровский зал Большого Кремлёвского дворца                  | «О ходе реализации Послания Президента Российской Федерации Федеральному Собранию Российской Федерации на 2007 год» | 27 ноября 2007                                                    |
| 24                                                                | 8 февраля 2008                                                    | Георгиевский зал Большого Кремлёвского дворца                     | «О стратегии развития России до 2020 года» | 26 января 2008                                                    |
| 25                                                                | 18 ноября 2008                                                    | Ижевск                                                            | «О мерах по развитию национальной конкурентоспособности в условиях мирового финансового кризиса» | 7 ноября 2008                                                     |
| 26                                                                | 25 декабря 2008                                                   | Георгиевский зал Большого Кремлёвского дворца                     | «О политике Российской Федерации на пространстве Содружества Независимых Государств» | 12 декабря 2008                                                   |
| 27                                                                | 11 марта 2009                                                     | Тула                                                              | «О взаимодействии государственных органов власти и религиозных объединений в сфере духовно-нравственного развития и гражданского образования молодёжи» | ?                                                                 |
| 28                                                                | 17 июля 2009                                                      | Александровский зал Большого Кремлёвского дворца                  | «О молодёжной политике в Российской Федерации» | 29 июня 2009                                                      |
| 29                                                                | 23 декабря 2009                                                   | Георгиевский зал Большого Кремлёвского дворца                     | «О результатах внедрения электронного правительства на федеральном и региональном уровнях и приоритетах развития информационного общества на 2010—2011 годы» | 12 декабря 2009                                                   |
| 30                                                                | 22 января 2010                                                    | Георгиевский зал Большого Кремлёвского дворца                     | «О совершенствовании политической системы и укреплении политических институтов РФ» | 9 января 2010                                                     |
| 31                                                                | 31 августа 2010                                                   | Георгиевский зал Большого Кремлёвского дворца                     | «О приоритетах развития профессионального образования в России» | 23 августа 2010                                                   |
| 32                                                                | 27 декабря 2010                                                   | Георгиевский зал Большого Кремлёвского дворца                     | «О государственной политике по поддержке семьи, материнства и детства» | 10 декабря 2010                                                   |
| 33                                                                | 26 декабря 2011                                                   | Георгиевский зал Большого Кремлёвского дворца                     | «О разграничении полномочий между органами власти и совершенствовании межбюджетных отношений» | 3 декабря 2011                                                    |
| 34                                                                | 24 апреля 2012                                                    | Георгиевский зал Большого Кремлёвского дворца                     | «О итогах деятельности Дмитрия Анатольевича Медведева на посту Президента Российской Федерации» | 16 апреля 2012                                                    |
| 35                                                                | 17 июля 2012                                                      | Георгиевский зал Большого Кремлёвского дворца                     | «О задачах органов государственной власти субъектов Российской Федерации по обеспечению устойчивого экономического роста и повышению уровня жизни граждан» | 12 июля 2013                                                      |
| 36                                                                | 27 декабря 2012                                                   | Георгиевский зал Большого Кремлёвского дворца                     | «О повышении инвестиционной привлекательности субъектов Российской Федерации и создании благоприятных условий для развития бизнеса» | 13 декабря 2012                                                   |
| 37                                                                | 31 мая 2013                                                       | Георгиевский зал Большого Кремлёвского дворца                     | «О мерах по повышению качества предоставления жилищно-коммунальных услуг» | 24 мая 2013 30 мая 2013                                           |
| 38                                                                | 4 октября 2013                                                    | Георгиевский зал Большого Кремлёвского дворца                     | «О мерах по повышению эффективности бюджетных расходов» | 30 сентября 2013                                                  |
| 39                                                                | 23 декабря 2013                                                   | Георгиевский зал Большого Кремлёвского дворца                     | «О практической реализации мер по исполнению президентских указов о социально-экономическом развитии страны» | 4 декабря 2013                                                    |
| 40                                                                | 21 апреля 2014                                                    | Георгиевский зал Большого Кремлёвского дворца                     | «Об обеспечении устойчивого развития сельских территорий Российской Федерации» | 11 апреля 2014                                                    |
| 41                                                                | 18 сентября 2014                                                  | Георгиевский зал Большого Кремлёвского дворца                     | «Развитие отечественного бизнеса и повышение его конкурентоспособности на мировом рынке в условиях членства России в ВТО» |                                                                   |
| 42                                                                | 24 декабря 2014                                                   | Георгиевский зал Большого Кремлёвского дворца                     | «Обеспечение свободы творчества, сохранение и использование в целях воспитания и просвещения материального и нематериального культурного наследия народов России, развитие русского и национальных языков, литературы, создание благоприятной для формирования личности информационной среды»                       |                                                                   |
| 43                                                                | 7 апреля 2015                                                     | Георгиевский зал Большого Кремлёвского дворца                     | «Повышение эффективности государственной поддержки малого бизнеса, расширение доступа предпринимателей к кредитным ресурсам, решение проблем, связанных с кадровым обеспечением, налоговым и правовым регулированием, в том числе трудовых отношений, проведением проверок со стороны контрольно-надзорных органов» |                                                                   |
| 44                                                                | 23 декабря 2015                                                   | Георгиевский зал Большого Кремлёвского дворца                     | «О совершенствовании системы общего образования в Российской Федерации» |                                                                   |
| 45                                                                | 17 мая 2016                                                       | Георгиевский зал Большого Кремлёвского дворца                     | «О развитии строительного комплекса и совершенствование градостроительной деятельности» |                                                                   |
| 46                                                                | 27 декабря 2016                                                   | Москва                                                            | «Об экологическом развитии Российской Федерации в интересах будущих поколений» |                                                                   |
| 47                                                                | 4 мая 2017                                                        | Георгиевский зал Большого Кремлёвского дворца                     | «О мерах по исполнению указов Президента Российской Федерации о социально-экономическом развитии России» | 21 апреля 2017                                                    |
| 48                                                                | 27 декабря 2017                                                   | Георгиевский зал Большого Кремлёвского дворца                     | «Инвестиционная привлекательность регионов — основа экономического развития Российской Федерации» | 22 декабря 2017                                                   |
| 49                                                                | 5 апреля 2018                                                     | Георгиевский зал Большого Кремлёвского дворца                     | «О приоритетных направлениях деятельности субъектов Российской Федерации по содействию развитию конкуренции в Российской Федерации» | 3 апреля 2018                                                     |
| 50                                                                | 27 декабря 2018                                                   | Георгиевский зал Большого Кремлёвского дворца                     | «О развитии добровольчества (волонтёрства) и социально ориентированных некоммерческих организаций» | 27 декабря 2018                                                   |
| 51                                                                | 26 июня 2019                                                      | Георгиевский зал Большого Кремлёвского дворца                     | «О развитии сети автомобильных дорог общего пользования и обеспечении безопасности дорожного движения» | 27 июня 2019                                                      |
| 52                                                                | 26 декабря 2019                                                   | Георгиевский зал Большого Кремлёвского дворца                     | «Государственная аграрная политика — эффективное сельскохозяйственное производство и развитие сельских территорий» | 25 декабря 2019                                                   |
| 53                                                                | 23 декабря 2020                                                   | Москва                                                            | «Реализация Указа Президента „О национальных целях развития Российской Федерации на период до 2030 года“» |                                                                   |

## Оценки
В августе 2024 года эксперты коммуникационного холдинга «Минченко консалтинг» пришли к выводу, что Госсовет превращается в ключевую платформу координации региональных усилий по реализации федеральных программ развития. В частности, по их мнению, этому способствует назначение секретарем организации Алексея Дюмина. В мае 2024 года Владимир Путин назначил его своим помощником, курирующим Госсовет. Увеличение значимости органа как площадки по лоббированию интересов регионов, по мнению политологов, будет одним из факторов, влияющим на региональную политику с 2024 по 2026 год. 